# Penola
Penola (1 317 habitants) est une ville en Australie-Méridionale, à 388 km au sud-est d'Adélaïde, la capitale de l'état en pleine zone viticole.